# Logit
Em matemática, especialmente aquelas aplicadas em estatística, o logit de um número p entre 0 e 1 é
{\displaystyle \operatorname {logit} (p)=\log \left({\frac {p}{1-p}}\right)=\log(p)-\log(1-p).\!\,}
A base da função logaritmo usada aqui é de pouca importância no presente artigo (desde que seja maior que 1), ainda que o logaritmo natural com base e é normalmente usado. A função 'logit é a inversa do "sigmóide", ou função "logística".
Se p é uma probabilidade de sucesso em um determinado evento, então p/(1 − p) correspondente  chance do mesmo. Logo logit da probabilidade é o logaritmo dos odds; similarmente a diferença entre os logits de duas probabilidades é o logaritmo da razão de chance, obtendo-se assim um mecanismo aditivo para combinar razões de chance:

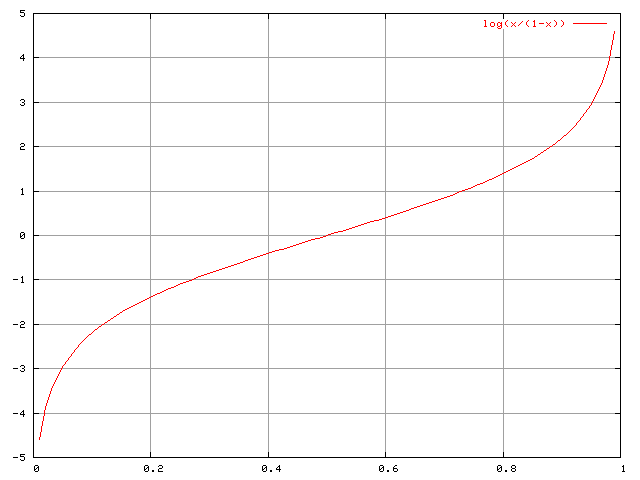
Gráfico de logit na faixa 0 a 1, a base é e

{\displaystyle \operatorname {log} (OR)=\log \left({\frac {{p}/{1-p}}{{q}/{1-q}}}\right)=\log \left({\frac {p}{1-p}}\right)-\log \left({\frac {q}{1-q}}\right)=\operatorname {logit} (p)-\operatorname {logit} (q).\!\,}